# USS Spokane (CL-120)
USS Spokane (CL-120) là một tàu tuần dương hạng nhẹ thuộc lớp Juneau của Hải quân Hoa Kỳ. Được đặt tên theo thành phố Spokane thuộc tiểu bang Washington, nó được đặt lườn vào ngày 15 tháng 11 năm 1944 tại xưởng tàu của hãng Federal Shipbuilding and Dry Dock Company ở Kearny, New Jersey, được hạ thủy vào ngày 22 tháng 9 năm 1945, được đỡ đầu bởi Cô Patrice Munsel; và được đưa ra hoạt động vào ngày 17 tháng 5 năm 1946, dưới quyền chỉ huy của Hạm trưởng Đại tá Hải quân L. E. Crist. Spokane được xếp lại lớp như một tàu tuần dương phòng không với ký hiệu lườn mới CLAA-120 vào ngày 18 tháng 3 năm 1949.

## Lịch sử hoạt động
Spokane được chuyển đến Bayonne, New Jersey, rồi đến Brooklyn, New York, nơi nó khởi hành vào ngày 24 tháng 6 đi đến vịnh Guantánamo, Cuba cho chuyến đi chạy thử máy, thực hành tác chiến và tác xạ. Nó quay trở về New York vào ngày 11 tháng 9, rồi được phối thuộc đến Đệ Nhị hạm đội để hoạt động tại các vùng biển Châu Âu, lên đường đi Plymouth, Anh Quốc vào ngày 7 tháng 10.
Spokane hoạt động ngoài khơi các cảng Anh cho đến giữa tháng 1 năm 1947. Trong lượt hoạt động này, nó từng ghé thăm Scotland, Ireland, Na Uy và Đan Mạch. Đến ngày 27 tháng 1, nó rời Plymouth quay trở về Hoa Kỳ ngang qua Bồ Đào Nha, Gibraltar và vịnh Guantánamo, nơi nó tiến hành thực tập hạm đội trước khi về đến Norfolk, Virginia vào ngày 18 tháng 3. Sau các đợt thực tập cơ động và bắn phá trong vùng vịnh Chesapeake trong mùa Hè, nó trải qua đợt đại tu tại Xưởng hải quân Brooklyn từ ngày 22 tháng 9 đến ngày 14 tháng 10. Chiếc tàu tuần dương quay trở lại Norfolk vào Ngày Hải quân 27 tháng 10, rồi chuẩn bị cho một đợt bố trí hoạt động khác.
Spokane khởi hành từ Norfolk vào ngày 29 tháng 10, gặp gỡ các đơn vị khác của Đệ Nhị hạm đội để thực tập chiến thuật ngoài khơi Bermuda cho đến ngày 8 tháng 11 khi nó lên đường sang Anh Quốc. Nó đi đến Plymouth vào ngày 16 tháng 11 để trình diện hoạt động cùng Lực lượng Hải quân Đông Đại Tây Dương và Địa Trung Hải. Bốn ngày sau, con tàu "trang hoàng đầy đủ" cho lễ hội nhân hôn lễ của một thành viên Hoàng gia Anh, Vương nữ Elizabeth của Anh. Chiếc tàu tuần dương đã viếng thăm Bremerhaven, Đức từ ngày 24 đến ngày 26 tháng 11, rồi quay trở về Anh Quốc thự tập chiến thuật. Đến tháng 2 năm 1947, nó viếng thăm Rotterdam, Hà Lan, nơi nó được Hoàng tử Bernhard viếng thăm vào ngày 17 tháng 2. Ngày 1 tháng 3, Spokane rời Plymouth quay trở về nhà, về đến Norfolk vào ngày 11 tháng 3.
Spokane hoạt động dọc theo bờ Đông trong thời gian còn lại của năm, trừ một đợt đại tu tại Xưởng hải quân New York từ ngày 27 tháng 5 đến ngày 15 tháng 9. Vào ngày 4 tháng 1 năm 1949, nó lên đường cùng với tàu sân bay Philippine Sea và tàu tuần dương hạng nhẹ Manchester cho các hoạt động tại Địa Trung Hải. Vào ngày 25 tháng 1 tại Athens, con tàu được Vua Pavlos và Vương hậu Friederike của Hy Lạp viếng thăm. Spokane tham gia tập trận cùng các đơn vị của Đệ Lục hạm đội, và đã viếng thăm các cảng Thổ Nhĩ Kỳ, Ý, Pháp, Sardinia, Tunisia, Libya và Algeria trước khi quay trở về Norfolk vào ngày 23 tháng 5. Nó hoạt động như một tàu huấn luyện cho lực lượng Hải quân Hoa Kỳ dự bị trong mùa Hè, rồi tham gia thực tập huấn luyện tại khu vực Virginia Capes.
Vào ngày 24 tháng 10 năm 1949, Spokane đi đến New York để chuẩn bị ngừng hoạt động. Nó được cho ngừng hoạt động vào ngày 27 tháng 2 năm 1950 và được đưa về lực lượng dự bị, neo đậu tại New York. Vào ngày 1 tháng 4 năm 1966, vẫn trong tình trạng bị bỏ không, nó mang ký hiệu lườn mới AG-191. Spokane được cho rút khỏi danh sách Đăng bạ Hải quân vào ngày 15 tháng 4 năm 1972; rồi được bán cho hãng Luria Brothers & Company, Inc. vào ngày 17 tháng 5 năm 1973 để tháo dỡ.

## Phần thưởng[1]
|  |  |

| Huân chương Chiến thắng Thế Chiến II | Huân chương Phục vụ Chiếm đóng Hải quân |